# Hercílio Coelho Diniz
Hercílio Araújo Diniz Filho, mais conhecido como Hercílio Coelho Diniz (Governador Valadares, 14 de setembro de 1963), é um empresário e político brasileiro. Foi eleito deputado federal pelo Movimento Democrático Brasileiro (MDB) nas eleições de 2018, com 120.489 votos, altura em que era dono dos supermercados Coelho Diniz, uma das maiores redes do Vale do Rio Doce.
Foi reeleito com 122 819 votos nas eleições de 2022.

## Vida pessoal
Nascido em 14 de setembro de 1963, Hercílio Coelho Diniz é natural de Governador Valadares, do estado de Minas Gerais. De uma família de nove irmãos, ele é o primogênito dos homens. Casado com Maria Luiza, é pai do Hercílio Neto, do Vinícius e do José Lucas, e avô de quatro netos; Guilherme, Isabela, Lara e Miguel.
Em 1992, junto com o pai e cinco irmãos, Hercílio inaugurou o primeiro Supermercado Coelho Diniz em Governador Valadares. Atualmente, o grupo conta com mais de 20 lojas distribuídas também nas cidades de Caratinga, Manhuaçu, Ipatinga, Coronel Fabriciano, Timóteo e Teófilo Otoni, e um novo Centro de Distribuição. 
Na tarde de 21 de setembro de 2022, Hercílio Coelho Diniz sobreviveu a uma queda de helicóptero no município de Engenheiro Caldas, após um compromisso de sua campanha para as eleições deste ano. A aeronave em que estava, modelo Robinson R44 II, preparava-se para pousar em um campo quando atingiu um cabo de média tensão, o que provocou sua queda. Além do deputado, estavam no aparelho o vice-prefeito de Governador Valadares David Barroso, o locutor Luciano Viana e o piloto Fabiano Rufino, que também sobreviveram. Por causa do acidente, as cidades de Sobrália e Fernandes Tourinho ficaram sem energia elétrica por cerca de uma hora e meia.

## Carreira empresarial

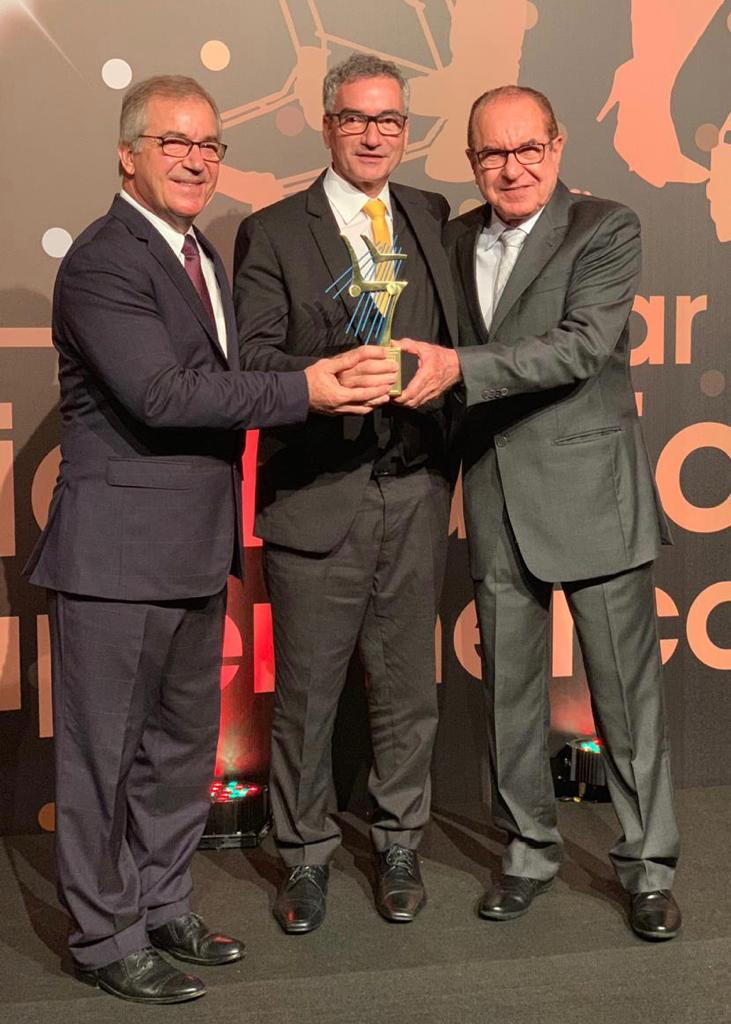
Hercílio Coelho Diniz recebendo o troféu de Supermercadista do Ano pela [https://www.abras.com.br/ ABRAS

Sua vida pública teve início a partir de intensa participação na sociedade civil, como Diretor Social da Associação Comercial e Empresarial de Governador Valadares (ACE GV); Conselheiro Diretor da Associação Mineira de Supermercados (AMIS) e Membro do Conselho Regional do Sesc Minas. Desde 2010, é presidente do Sindicato do Comércio de Governador Valadares. 
É fundador da grande rede de supermercados Coelho Diniz. 

## Carreira política
Em sua primeira candidatura a um cargo público, o Deputado Federal eleito por Minas Gerais obteve um resultado expressivo nas urnas, atingindo o número de 120.489 votos (1,20% dos válidos). Votado em 611 municípios, figura como majoritário em 25 cidades, sendo que em 18 delas, ele permanece como o mais votado, incluindo Governador Valadares, sua cidade natal no qual obteve 30.729 votos. Hercílio Coelho Diniz também foi o mais votado nos vales do Aço e Rio Doce, sendo o mais votado de seu partido, o MDB, com quase o dobro de votos do segundo colocado. Em Minas Gerais, ocupa 14º lugar entre os Deputados Federais mais votados do Estado.  
Vice-líder do bloco PP, MDB e PTB, já em seu primeiro mandato, atuou em mais de 15 comissões da Casa, como a Comissão de Finanças e Tributação, Comissão de Viação e Transportes, Comissão de Minas e Energia, Subcomissão Especial da Reforma Tributária e o PL 1646/19 do Devedor Contumaz. 
Votou a favor da autonomia do Banco Central, das privatizações dos Correios e da Eletrobrás; votou a favor da Reforma da Previdência.
Hercílio recebeu ao menos R$ 2,5 milhões para emendas via orçamento secreto. Em 2021, Hercílio votou a favor da institucionalização do orçamento secreto. Também votou a favor da PEC dos Precatórios. 
Hercílio apoiou o aumento do fundo eleitoral para R$ 5,7 bilhões para as eleições de 2022.
Votou a favor da PEC do Voto Impresso.